# Одубон (Нью-Джерси)
Одубон (англ. Audubon) — город в округе Камден штата Нью-Джерси (США). По данным переписи населения в 2010 году в Одубоне проживало 8819 человек, что на 4 % меньше, чем в 2000 году, когда перепись продемонстрировала численность города в 9182 человека.
Оддюбон был создан 13 марта 1905 года, в соответствии с актом Законодательного собрания штата Нью-Джерси. Город был назван в честь Джона Джеймса Одюбона, знаменитого американского натуралиста и орнитолога.
Площадь города — 3.897 км2, из которых, 3,855 км2 это земля и 0,042 км2 — вода.

## Известные люди
В городе родились:
- Джо Флакко — квотербек команды «Балтимор Рэйвенс», чемпион Супербоула XLVII.